# Wolfgang Sandner
Wolfgang Sandner (Teisendorf, 2 de março de 1949) é um físico alemão.
De 2010 a 2012 foi presidente da Deutsche Physikalische Gesellschaft.

## Obras
- com P. Nickles, K. Janulewicz: X-ray lasers, in: Wolfgang Schulz, Horst Weber, Reinhart Poprawe (Herausgeber): Landolt-Börnstein Numerical Data and Functional Relationships in Science and Technology, New Series, Gruppe 8, Band 1 B, Teil 2, Laser Physics- Fundamentals, Springer 2008, S.203-264